# Campionato europeo femminile di pallavolo 2003
Il campionato europeo femminile di pallavolo 2003 si è svolto dal 20 al 28 settembre 2003 ad Adalia e Ankara, in Turchia: al torneo hanno partecipato dodici squadre nazionali europee e la vittoria finale è andata per la prima volta alla Polonia.

## Qualificazioni
Al torneo hanno partecipato: la nazionale del paese organizzatore, le prime tre nazionali classificate al campionato europeo 2001 e otto nazionali qualificate tramite il torneo di qualificazione.

## Impianti
|                                                                                |                                                                               |  |
|                                                                                |                                                                               |  |
| Ankara Atatürk Spor Salonu Città: Ankara Capienza: 6 000 Anno d'apertura: 1969 | Dilek Sabancı Spor Salonu Città: Adalia Capienza: 2 500 Anno d'apertura: 2001 |  |

## Regolamento

### Formula
Le squadre hanno disputato una prima fase a gironi con formula del girone all'italiana; al termine della prima fase:
- Le prime due classificate di ogni girone hanno acceduto alla fase finale per il primo posto, strutturata in semifinali, finale per il terzo posto e finale.
- La terza e la quarta classificata di ogni girone hanno acceduto alla fase finale per il quinto posto, strutturata in semifinali, finale per il terzo settimo posto e finale per il quinto posto.

### Criteri di classifica
Sono stati assegnati 2 punti alla squadra vincente e 1 a quella sconfitta.
L'ordine del posizionamento in classifica è stato definito in base a:
- Punti;
- Ratio dei set vinti/persi;
- Ratio dei punti realizzati/subiti;
- Risultati degli scontri diretti.

## Squadre partecipanti
| Squadra             | Qualificazione                             | Ultima partecipazione |
| ------------------- | ------------------------------------------ | --------------------- |
| Bulgaria            | 3ª al campionato europeo 2001              | Bulgaria 2001         |
| Germania            | 2ª al torneo di qualificazione (girone C)  | Bulgaria 2001         |
| Italia              | 2ª al campionato europeo 2001              | Bulgaria 2001         |
| Paesi Bassi         | 2ª al torneo di qualificazione (girone B)  | Bulgaria 2001         |
| Polonia             | 1ª al torneo di qualificazione (girone C)  | Bulgaria 2001         |
| Rep. Ceca           | Migliore terza al torneo di qualificazione | Bulgaria 2001         |
| Romania             | 2ª al torneo di qualificazione (girone A)  | Bulgaria 2001         |
| Russia              | 1ª al campionato europeo 2001              | Bulgaria 2001         |
| Serbia e Montenegro | 1ª al torneo di qualificazione (girone B)  | Debutto               |
| Slovacchia          | Migliore terza al torneo di qualificazione | Debutto               |
| Turchia             | Paese organizzatore                        | Paesi Bassi 1995      |
| Ucraina             | 1ª al torneo di qualificazione (girone A)  | Bulgaria 2001         |

## Torneo

### Fase a gironi
| Girone A            | Girone B    |
| ------------------- | ----------- |
| Germania            | Bulgaria    |
| Romania             | Italia      |
| Russia              | Paesi Bassi |
| Serbia e Montenegro | Polonia     |
| Slovacchia          | Rep. Ceca   |
| Turchia             | Ucraina     |

#### Girone A

##### Risultati
| 20 settembre 2003 Ankara Atatürk Spor Salonu, Ankara Durata: 1h:15 - Spettatori: 800   | Germania            | 3 - 0 | Slovacchia          | 25-14, 25-15, 25-16               |
| 20 settembre 2003 Ankara Atatürk Spor Salonu, Ankara Durata: 1h:29 - Spettatori: 2 650 | Serbia e Montenegro | 1 - 3 | Russia              | 13-25, 25-18, 17-25, 18-25        |
| 20 settembre 2003 Ankara Atatürk Spor Salonu, Ankara Durata: 1h:06 - Spettatori: 4 000 | Romania             | 0 - 3 | Turchia             | 22-25, 20-25, 17-25               |
| 21 settembre 2003 Ankara Atatürk Spor Salonu, Ankara Durata: 1h:12 - Spettatori: 500   | Slovacchia          | 0 - 3 | Russia              | 25-27, 17-25, 19-25               |
| 21 settembre 2003 Ankara Atatürk Spor Salonu, Ankara Durata: 1h:25 - Spettatori: 1 500 | Germania            | 3 - 0 | Romania             | 25-22, 25-22, 25-22               |
| 21 settembre 2003 Ankara Atatürk Spor Salonu, Ankara Durata: 1h:13 - Spettatori: 4 300 | Turchia             | 3 - 0 | Serbia e Montenegro | 25-23, 25-20, 25-20               |
| 22 settembre 2003 Ankara Atatürk Spor Salonu, Ankara Durata: 1h:51 - Spettatori: 600   | Romania             | 3 - 2 | Slovacchia          | 25-14, 25-10, 22-25, 28-30, 15-8  |
| 22 settembre 2003 Ankara Atatürk Spor Salonu, Ankara Durata: 1h:21 - Spettatori: 1 400 | Serbia e Montenegro | 0 - 3 | Germania            | 15-25, 22-25, 22-25               |
| 22 settembre 2003 Ankara Atatürk Spor Salonu, Ankara Durata: 1h:12 - Spettatori: 6 000 | Russia              | 0 - 3 | Turchia             | 21-25, 22-25, 24-26               |
| 24 settembre 2003 Ankara Atatürk Spor Salonu, Ankara Durata: 1h:36 - Spettatori: 160   | Romania             | 3 - 1 | Serbia e Montenegro | 25-11, 25-21, 23-25, 25-22        |
| 24 settembre 2003 Ankara Atatürk Spor Salonu, Ankara Durata: 1h:19 - Spettatori: 1 100 | Germania            | 3 - 0 | Russia              | 25-22, 27-25, 25-19               |
| 24 settembre 2003 Ankara Atatürk Spor Salonu, Ankara Durata: 1h:08 - Spettatori: 5 500 | Slovacchia          | 0 - 3 | Turchia             | 20-25, 20-25, 14-25               |
| 25 settembre 2003 Ankara Atatürk Spor Salonu, Ankara Durata: 1h:05 - Spettatori: 200   | Russia              | 3 - 0 | Romania             | 25-16, 25-17, 25-22               |
| 25 settembre 2003 Ankara Atatürk Spor Salonu, Ankara Durata: 1h:12 - Spettatori: 4 000 | Serbia e Montenegro | 3 - 0 | Slovacchia          | 28-26, 25-12, 27-25               |
| 25 settembre 2003 Ankara Atatürk Spor Salonu, Ankara Durata: 1h:50 - Spettatori: 6 000 | Turchia             | 2 - 3 | Germania            | 16-25, 16-25, 25-22, 25-12, 10-15 |

##### Classifica
| Pos. | Squadra             | Pt | G | V | P | SV | SP | Ratio | PF  | PS  | Ratio |
| ---- | ------------------- | -- | - | - | - | -- | -- | ----- | --- | --- | ----- |
| 1.   | Germania            | 10 | 5 | 5 | 0 | 15 | 2  | 7,500 | 401 | 328 | 1,222 |
| 2.   | Turchia             | 9  | 5 | 4 | 1 | 14 | 3  | 4,666 | 393 | 342 | 1,149 |
| 3.   | Russia              | 8  | 5 | 3 | 2 | 9  | 7  | 1,285 | 378 | 342 | 1,105 |
| 4.   | Romania             | 7  | 5 | 2 | 3 | 6  | 12 | 0,500 | 393 | 391 | 1,005 |
| 5.   | Serbia e Montenegro | 6  | 5 | 1 | 4 | 5  | 12 | 0,416 | 354 | 404 | 0,876 |
| 6.   | Slovacchia          | 5  | 5 | 0 | 5 | 2  | 15 | 0,133 | 310 | 422 | 0,734 |

      Qualificata alle semifinali per il primo posto.
      Qualificata alle semifinali per il quinto posto.

#### Girone B

##### Risultati
| 20 settembre 2003 Dilek Sabancı Spor Salonu, Adalia Durata: 2h:08 - Spettatori: 600 | Polonia     | 3 - 2 | Paesi Bassi | 25-22, 25-19, 32-34, 23-25, 15-5  |
| 20 settembre 2003 Dilek Sabancı Spor Salonu, Adalia Durata: 1h:38 - Spettatori: 800 | Ucraina     | 3 - 1 | Bulgaria    | 25-23, 25-19, 23-25, 25-19        |
| 20 settembre 2003 Dilek Sabancı Spor Salonu, Adalia Durata: 1h:07 - Spettatori: 700 | Italia      | 3 - 0 | Rep. Ceca   | 25-18, 25-16, 25-22               |
| 21 settembre 2003 Dilek Sabancı Spor Salonu, Adalia Durata: 1h:39 - Spettatori: 450 | Ucraina     | 1 - 3 | Polonia     | 19-25, 25-23, 19-25, 23-25        |
| 21 settembre 2003 Dilek Sabancı Spor Salonu, Adalia Durata: 1h:11 - Spettatori: 400 | Bulgaria    | 3 - 0 | Rep. Ceca   | 25-13, 25-17, 25-16               |
| 21 settembre 2003 Dilek Sabancı Spor Salonu, Adalia Durata: 1h:13 - Spettatori: 700 | Paesi Bassi | 3 - 0 | Italia      | 25-20, 25-19, 25-18               |
| 22 settembre 2003 Dilek Sabancı Spor Salonu, Adalia Durata: 1h:59 - Spettatori: 300 | Polonia     | 3 - 2 | Bulgaria    | 25-22, 22-25, 20-25, 15-12        |
| 22 settembre 2003 Dilek Sabancı Spor Salonu, Adalia Durata: 2h:00 - Spettatori: 440 | Rep. Ceca   | 2 - 3 | Paesi Bassi | 14-25, 25-18, 17-25, 25-20, 10-15 |
| 22 settembre 2003 Dilek Sabancı Spor Salonu, Adalia Durata: 1h:09 - Spettatori: 500 | Italia      | 3 - 0 | Ucraina     | 25-23, 25-22, 25-14               |
| 24 settembre 2003 Dilek Sabancı Spor Salonu, Adalia Durata: 1h:48 - Spettatori: 670 | Bulgaria    | 1 - 3 | Paesi Bassi | 25-22, 23-25, 18-25, 24-26        |
| 24 settembre 2003 Dilek Sabancı Spor Salonu, Adalia Durata: 2h:04 - Spettatori: 350 | Ucraina     | 3 - 2 | Rep. Ceca   | 25-21, 26-24, 22-25, 22-25, 15-7  |
| 24 settembre 2003 Dilek Sabancı Spor Salonu, Adalia Durata: 1h:49 - Spettatori: 800 | Polonia     | 1 - 3 | Italia      | 25-20, 22-25, 20-25, 22-25        |
| 25 settembre 2003 Dilek Sabancı Spor Salonu, Adalia Durata: 1h:07 - Spettatori: 400 | Paesi Bassi | 3 - 0 | Ucraina     | 25-15, 25-18, 25-20               |
| 25 settembre 2003 Dilek Sabancı Spor Salonu, Adalia Durata: 1h:59 - Spettatori: 710 | Italia      | 2 - 3 | Bulgaria    | 19-25, 25-20, 21-25, 25-15, 17-19 |
| 25 settembre 2003 Dilek Sabancı Spor Salonu, Adalia Durata: 1h:46 - Spettatori: 300 | Rep. Ceca   | 1 - 3 | Polonia     | 19-25, 25-23, 22-25, 16-25        |

##### Classifica
| Pos. | Squadra     | Pt | G | V | P | SV | SP | Ratio | PF  | PS  | Ratio |
| ---- | ----------- | -- | - | - | - | -- | -- | ----- | --- | --- | ----- |
| 1.   | Paesi Bassi | 9  | 5 | 4 | 1 | 14 | 6  | 2,333 | 456 | 411 | 1,109 |
| 2.   | Polonia     | 9  | 5 | 4 | 1 | 13 | 9  | 1,444 | 512 | 469 | 1,091 |
| 3.   | Italia      | 8  | 5 | 3 | 2 | 11 | 7  | 1,571 | 409 | 383 | 1,067 |
| 4.   | Bulgaria    | 7  | 5 | 2 | 3 | 10 | 11 | 0,909 | 456 | 456 | 1,000 |
| 5.   | Ucraina     | 7  | 5 | 2 | 3 | 7  | 12 | 0,583 | 405 | 426 | 0,950 |
| 6.   | Rep. Ceca   | 5  | 5 | 0 | 5 | 5  | 15 | 0,333 | 367 | 460 | 0,797 |

      Qualificata alle semifinali per il primo posto.
      Qualificata alle semifinali per il quinto posto.

### Fase finale

#### Finali 1º e 3º posto
|  | Semifinali | Semifinali  | Semifinali |                 |    | Finale  | Finale      | Finale |
|  |            |             |            |                 |    |         |             |        |
|  | 1A         | Germania    | 2          |                 |    |         |             |        |
|  | 1A         | Germania    | 2          |                 |    |         |             |        |
|  | 2B         | Polonia     | 3          |                 |    |         |             |        |
|  | 2B         | Polonia     | 3          |                 | 2B | Polonia | 3           |        |
|  |            |             |            |                 | 2B | Polonia | 3           |        |
|  |            |             |            |                 |    | 2A      | Turchia     | 0      |
|  | 2A         | Turchia     | 3          |                 |    | 2A      | Turchia     | 0      |
|  | 2A         | Turchia     | 3          |                 |    |         |             |        |
|  | 1B         | Paesi Bassi | 0          |                 |    |         |             |        |
|  | 1B         | Paesi Bassi | 0          | Finale 3° posto |    |         |             |        |
|  |            |             |            |                 |    |         |             |        |
|  |            |             |            |                 |    | 1A      | Germania    | 3      |
|  |            |             |            |                 |    | 1A      | Germania    | 3      |
|  |            |             |            |                 |    | 1B      | Paesi Bassi | 2      |

##### Semifinali
| 27 settembre 2003 Ankara Atatürk Spor Salonu, Ankara Durata: 1h:12 - Spettatori: 6 000 | Turchia  | 3 - 0 | Paesi Bassi | 25-17, 25-22, 25-22              |
| 27 settembre 2003 Ankara Atatürk Spor Salonu, Ankara Durata: 2h:09 - Spettatori: 6 000 | Germania | 2 - 3 | Polonia     | 23-25, 25-20, 25-22, 22-25, 9-15 |

##### Finale 3º posto
| 28 settembre 2003 Ankara Atatürk Spor Salonu, Ankara Durata: 2h:17 - Spettatori: 6 000 | Germania | 3 - 2 | Paesi Bassi | 25-20, 25-15, 24-26, 23-25, 18-16 |

##### Finale
| 28 settembre 2003 Ankara Atatürk Spor Salonu, Ankara Durata: ? - Spettatori: ? | Polonia | 3 - 0 | Turchia | 25-17, 25-14, 25-17 |

#### Finali 5º e 7º posto
|  | Semifinali | Semifinali | Semifinali |                 |    | Finale 5º posto | Finale 5º posto | Finale 5º posto |
|  |            |            |            |                 |    |                 |                 |                 |
|  | 3A         | Russia     | 3          |                 |    |                 |                 |                 |
|  | 3A         | Russia     | 3          |                 |    |                 |                 |                 |
|  | 4B         | Bulgaria   | 2          |                 |    |                 |                 |                 |
|  | 4B         | Bulgaria   | 2          |                 | 3A | Russia          | 3               |                 |
|  |            |            |            |                 | 3A | Russia          | 3               |                 |
|  |            |            |            |                 |    | 3B              | Italia          | 0               |
|  | 4A         | Romania    | 1          |                 |    | 3B              | Italia          | 0               |
|  | 4A         | Romania    | 1          |                 |    |                 |                 |                 |
|  | 3B         | Italia     | 3          |                 |    |                 |                 |                 |
|  | 3B         | Italia     | 3          | Finale 7º posto |    |                 |                 |                 |
|  |            |            |            |                 |    |                 |                 |                 |
|  |            |            |            |                 |    | 4B              | Bulgaria        | 3               |
|  |            |            |            |                 |    | 4B              | Bulgaria        | 3               |
|  |            |            |            |                 |    | 4A              | Romania         | 1               |

##### Semifinali
| 27 settembre 2003 Ankara Atatürk Spor Salonu, Ankara Durata: 1h:32 - Spettatori: 4 000 | Romania | 1 - 3 | Italia   | 25-21, 15-25, 26-28, 21-25        |
| 27 settembre 2003 Ankara Atatürk Spor Salonu, Ankara Durata: 2h:03 - Spettatori: 400   | Russia  | 3 - 2 | Bulgaria | 25-21, 28-30, 25-15, 26-28, 15-11 |

##### Finale 7º posto
| 28 settembre 2003 Ankara Atatürk Spor Salonu, Ankara Durata: 1h:40 - Spettatori: 1 300 | Bulgaria | 3 - 1 | Romania | 25-21, 20-25, 25-20, 25-22 |

##### Finale 5º posto
| 28 settembre 2003 Ankara Atatürk Spor Salonu, Ankara Durata: 1h:04 - Spettatori: 5 000 | Russia | 3 - 0 | Italia | 25-16, 25-14, 25-20 |

## Classifica finale
| Pos     | Squadra             | Rosa |
| ------- | ------------------- | --- |
| Oro     | Polonia             | Formazione: Bełcik, Glinka, Leśniewicz, Liktoras, Mróz, Niemczyk, Podolec, Jagieło, Skowrońska, Szryniawska, Świeniewicz, Podoba, CT: Niemczyk     |
| Argento | Turchia             | Formazione: Mert, Gümüş, Akap, İşseven, Özbek, Hanikoğlu, Kuyan, Çelik, Can, Kayalar, Tokatlıoğlu, Demir, CT: Yazıcıoğulları                       |
| Bronzo  | Germania            | Formazione: 1 Benecke, 2 Berg, 6 Bouagaa, 7 Dickebohm, 8 Dömeland, 9 Dumler, 10 Pachale, 11 Fürst, 12 Gerisch, 13 Guhr, 15 Hart, 16 Hinze, CT: Hee |
| 4       | Paesi Bassi         | |
| 5       | Russia              | |
| 6       | Italia              | |
| 7       | Bulgaria            | |
| 8       | Romania             | |
| 9       | Serbia e Montenegro | |
| 10      | Ucraina             | |
| 11      | Slovacchia          | |
| 12      | Rep. Ceca           | |

|  |  | Qualificata alla Coppa del Mondo 2003 e al campionato europeo 2005. |

|  |  | Qualificata al campionato europeo 2005. |

## Premi individuali
| Premio                 | Nome                  | Squadra     |
| ---------------------- | --------------------- | ----------- |
| MVP                    | Małgorzata Glinka     | Polonia     |
| Miglior realizzatrice  | Małgorzata Glinka     | Polonia     |
| Miglior attaccante     | Elizaveta Tiščenko    | Russia      |
| Miglior muro           | Kathy Radzuweit       | Germania    |
| Miglior servizio       | Elles Leferink        | Paesi Bassi |
| Miglior palleggiatrice | Magdalena Szryniawska | Polonia     |
| Miglior ricevitrice    | Nicoleta Tolisteanu   | Romania     |
| Miglior difesa         | Gülden Kayalar        | Turchia     |